# Лукьянова, Татьяна Владимировна
Татья́на Влади́мировна Лукья́нова (2 июня 1947, Бланкенбург (Гарц) — 4 марта 2011, Санкт-Петербург) — советский, российский художник, живописец и график.
Член Союза художников СССР с 1980 года, член Санкт-Петербургского союза художников (до 1992 года — Ленинградской организации Союза художников РСФСР).
Создала более 500 произведений прикладной графики, ставших известными российскими брендами. Автор книжных иллюстраций, плакатов и открыток. Участник всесоюзных, всероссийских и международных художественных и специализированных выставок.
Работы хранятся в музеях Санкт-Петербурга, частных российских и иностранных коллекциях.

## Биография
Родилась в Бланкенбурге, где в это время, по служебному направлению, работали её родители. В этом городе с 1945 по 1949 год  находился филиал Конструкторского бюро ВМФ СССР в Берлине. Центральный отдел этого КБ, был расположен в  районе Карлсхорст, там же, где и  Советская военная администрация (СВАГ), поэтому иногда, местом рождения Татьяны Владимировны, называют Берлин
Дед — Лев Аркадьевич Миновицкий (1891, Санкт-Петербург — 1960, Ленинград), изобретатель в области электротехники, гидравлики и противопожарных приборов. Бабушка — Эрна Германовна, урождённая Гейн (1896, Санкт-Петербург — 1966, Москва), в 1923—1929 годах хозяйка и руководитель  книжного издательства «Пучина» (Ленинград—Москва).
Отец — Владимир Львович Миновицкий (1920—2000), инженер-конструктор подводных лодок, в послевоенные годы занимался вопросами по изучению научно-технических разработок  Германии. Впоследствии — начальник бюро Балтийского завода, автор большого числа изобретений в области судостроения.
Мать — Лидия Владимировна Миновицкая (1922—2009), до начала Великой Отечественной войны — студентка Института киноинженеров, участник обороны Ленинграда,  сотрудник Государственного оптического института (ГОИ).
Тётя (сестра отца) — Гарри Львовна Полонская (1918 — 2001), киноактриса, преподаватель ВГИК.
Муж — художник-архитектор Владимир Сергеевич Лукьянов.

### Годы учёбы
В 1961 году поступила в Ленинградскую художественную школу № 1 («Таврическую»). В 1966 году окончила Ленинградское художественно-графическое училище.
С 1966 по 1968 год преподавала графические дисциплины в средних общеобразовательных школах Ленинграда.
В 1968 году поступила в Ленинградское высшее художественно-промышленное училище имени В. И. Мухиной.
В 1973 году защитила диплом в области графики и художественного проектирования, руководитель — известный ленинградский график и архитектор Л. Н. Линдрот.
В годы обучения в «Демидовском», большую роль в формировании художницы сыграл график и искусствовед К. А. Кордобовский (1902—1988).
В ЛВХПУ имени В. И. Мухиной её учителями и творческими наставниками по изобразительному искусству были известные живописцы Г. П. Егошин и А. А. Блинков.
В области графического дизайна Т. В. Лукьянова училась у художников-архитекторов, стоявших у истоков ленинградского художественного проектирования, это профессора ЛВХПУ — И. А. Вакс, М. Э. Гизе, Л. Н. Линдрот.

## Живопись и графика

### Станковые работы и рисунок
С начала 1970-х годов живописные полотна художника Лукьяновой (сельские пейзажи и натюрморты), выполненные в свободной манере масляной живописи, и оригинальные графические работы, изображающие различные уголки Ленинграда в смешанной технике (акварель, гуашь, темпера), — экспонируются на городских, всесоюзных и зарубежных художественных выставках.

### Работа над созданием образа
Работа на пленэре, городские пейзажи и зарисовки часто служили отправной точкой для создания основы художественного образа произведений графического дизайна.
- Натюрморты стали основой для целого цикла, так называемой «Цветочной серии» оформления конфетных коробок для кондитерских фабрик страны. Это — «Левкои», «Белые ромашки», «Аленький цветочек», «Лунный свет», «Настурция». Так элементы картины «Цветы в корзине» (холст, масло) (1985) и темперной работы «Ноготки» (1986) вошли, как образная основа в оформление, широко известных в 1990-е годы, коробок «Август» и «Лето», на которых изображены эти цветы.
- Пейзажи 1991 года отразились на графическом дизайне «Золотой Нивы» и решении музыкального альбома «Русские просторы», на коробках «петергофской серии» — «Большой каскад», «Петергоф» и «Эрмитаж». Городские пейзажи 2001 года на юбилейных коробках к 300-летию Санкт-Петербурга. Это серии «Невский проспект», «Летний Сад» и «Русский музей».
- Альбомные зарисовки, выполненные пастелью, сангиной и угольным карандашом в Ленинградском зоопарке, послужили основой при создании, большой и много лет выпускавшейся, серии шоколада — «Мишка на Севере». На этикетках 2000-х годов, изображены обитатели «Детского уголка» зоосада — медвежата, которых ленинградцы старшего поколения, знали по именам. Это не отвлечённо-схематичные звери, а индивидуальные характеры. В рисунках на упаковках «Зимние забавы», «Озорная Алёнка», «Реверанс» «Дюймовочка» были изображены типичные ленинградские дети 1980-х годов, с которых художник делала наброски в своих блокнотах.

## Графический дизайн
Начиная с 1973 года, по проектам и эскизам художника Т. В. Лукьяновой в стране выпущено более пятисот произведений промышленной графики.
Основная работа шла над созданием образа ленинградских товаров — коробок конфет и кофе, пищевой упаковки кондитерских изделий.
Художник Т. В. Лукьянова разрабатывала оформление грампластинок, плакатов, книжных обложек, календарей и других полиграфических изданий.

### Работа в книжной графике
- В 1993 году Лукьянова создала выразительные иллюстрации (акварель, темпера), заставки и обложку для вышедшего в Санкт-Петербурге на немецком языке сборника «Сказки братьев Гримм», выпущенного тиражом 30 000 экземпляров[25].
- Обложка книги «Легенды о докторе Иоганне Фаусте»[26], созданная Т. В. Лукьяновой (и тоже вышедшей на немецком) интересна тем, что впоследствии издательством было решено эту художественно-графическую композицию использовать для книг немецкой учебной литературы, таких как «Deutsches Lesebuch» (Книга для чтения)[27], «Deutschen Grammatik» (Грамматика)[28] и других.

### Художественное проектирование упаковки
Фирменный стиль Ленинградской кондитерской Фабрики имени Н. К. Крупской Т. В. Лукьянова создавала с 1975 года; логотип разработала в 1981 году.
Художественный образ продуктов этого предприятия был хорошо узнаваем среди конфетного ассортимента российской и зарубежной продукции. Автор разработала большие шоколадные серии, такие как «Мишка на Севере», «Тройка», «Вернисаж», а также подарочные конфетные коробки «Санкт-Петербург», «Летний сад», «Космические», «Красные купола», «Невский проспект», «Золотая Нива», «Русские сезоны», «Ленинград», «Адмиралтейские» и другие произведения, ставшие предметами коллекционирования.
Художник Т. В. Лукьянова создавала решение упаковки для крупнейших предприятий пищевой промышленности Ленинграда, таких как — Шоколадная фабрика имени К. Самойловой, Кондитерский комбинат «Азарт», «Фирма Каравай»; для Кондитерской фабрики «Красный Октябрь» (Москва), пищевых объединений Волгограда, Архангельска и других городов страны. Разрабатывала графический дизайн музыкальных альбомов фирмы грамзаписи «Мелодия» и продукции завода «Невская косметика».

## Характерные черты творчества
- Художник Т. В. Лукьянова, после схематично-конструктивных решений в художественном конструировании упаковки 1960—1970-х годов, ввела в графический дизайн традиции ленинградской школы живописи (представителями которой были её учителя — Г. П. Егошин и А. А. Блинков) в сочетании с остро современным подходом к шрифтовому дизайну и композиции, который исповедовали К. А. Кордобовский и профессор ЛВХПУ И. А. Вакс.
- Характерной особенностью произведений Т. В. Лукьяновой является сочетание живописного мастерства, большой культуры рукотворных графических элементов (все шрифтовые композиция создавались автором индивидуально, под каждую работу) и применение современных полиграфических технологий. Эти черты авторской индивидуальности всегда отмечали на международных выставках.
- Многие произведения Лукьяновой хранятся в Государственном Русском музее, Государственном музее истории Санкт-Петербурга, в частных российских и зарубежных коллекциях[2].

## Награды
- Работы Т. В. Лукьяновой неоднократно получали дипломы, специальные призы и медали на престижных российских и международных выставках — «Экспоцентр», «World Food», «Товар года», «100 лучших товаров России»[34].
- Про упаковку «Шоколад Лайм», созданную в 2009 году, писали — «Сразу видно руку мастера — дизайнером этой упаковки стала известный художник Татьяна Владимировна Лукьянова, сотрудничавшая с фабрикой на протяжении многих лет»[35].
- С середины 1980-х годов на каждой упаковке шоколада и кондитерских изделий, созданных автором, производители рядом выходными данными своего предприятия стали добавлять подпись — «Художник Т. В. Лукьянова».
- На 15-й Международной выставке продуктов питания «Продэкспо-2008» в Москве был проведён международный конкурс «Лучший продукт-2008», на котором давали оценку графическому дизайну и соответствию товара по всем международным критериям. В конкурсе приняли участие ведущие производители разных стран. Серебряная медаль и диплом были вручены за наборы шоколадных конфет «Русские сезоны», «Ассорти-крем» и «Маэстро» (автор графического дизайна всех упаковок — Т. В. Лукьянова).